# بونزه
بونزه (به آلمانی: Bonese) یک منطقهٔ مسکونی در آلمان است که در دهره واقع شده‌است. بونزه ۲۷۵ نفر جمعیت دارد.